# گیپسوم (کلرادو)
گیپسوم (به انگلیسی: Gypsum) شهری در ایالت کلرادو کشور ایالات متحده آمریکا است که جمعیت آن در سرشماری سال ۲۰۱۰ میلادی، ۶٬۴۷۷ نفر بوده‌است.